# 結城時広
結城 時広（ゆうき ときひろ）は、鎌倉時代中期から後期にかけての武士・御家人。下総結城氏4代当主。官位は従五位下・左衛門尉。七郎左衛門尉と称した。

## 生涯
文永4年（1267年）または文永8年（1271年）、3代当主・結城広綱の子として誕生。母は二階堂行忠の娘。
諱の「時」の字は、北条氏得宗家当主及び鎌倉幕府8代執権・北条時宗から偏諱を受けたものである。
父・広綱の活動は文永年間の末期に途絶えていることから、その前後に家督を継承したと見られる。それから弘安年間にかけて当主として活動した形跡がある。
本家筋の小山時村の娘を妻とし、正応2年（1289年）には、嫡子・犬次郎丸（貞広）が生まれた。しかし、その翌年の同3年（1290年）、24歳で死去した。法名は法蔵寺殿。
墓所は、父・広綱や祖父・朝広、曽祖父・朝光と同様に称名寺（結城称名寺）である。

## 生年について
文永4年（1267年）または文永8年（1271年）の説がある。
参考史料は、
1. 「結城系図」（東京大学史料編纂所架蔵謄写本（原本は松平基則所蔵）[6]）
2. 「結城家過去帳」（高野山清浄心院所蔵[7]）
3. 「結城系図」（下妻市光明寺所蔵[8]）
4. 『続群書類従』所収「結城系図」
5. 『系図纂要』所収「結城系図」

没年月日に関してはいずれの系図でも共通しているが、享年については(1)が24歳、(2)・(3)・(4)が20歳、(5)が50歳と異なっており、逆算して出される生年もそれに伴って文永4年（1267年）、同8年（1271年）、仁治2年（1241年）の三つの説が登場することになる。
『結城市史』の通史編では①に加え「結城御代記」にも掲載のある1267年生・享年24の説を採用している。

## 諱について
「結城系図」（東京大学史料編纂所架蔵謄写本（原本は松平基則所蔵））を見ると、子の貞広の付記に「鎌倉執権北条貞時授一字、故名貞広」（鎌倉執権北条貞時一字を授く。故に貞広と名す。）とあるので、父である時広の「時」は北条氏の通字であるから、同系図にはその旨の記載はないものの、それと同様であることに疑いの余地はない。
この頃（文永年間前後）は北条氏得宗家が「得宗専制」という独自の体制を創出している段階であり、そういった中で結城氏も家の存続のために得宗家に接近し、また従属する姿勢を示しており、時広・貞広の「時」・「貞」の字が各々、北条時宗・貞時から受けたものであることがその証拠として読みとれる。
時広の場合は、父である広綱が得宗家への従属を示す一環として、我が子（時広）の元服に際し、得宗家当主である時宗にその烏帽子親となるよう願い出たものであったことが指摘されている。